# Teodor Păunescu
Teodor Păunescu (n.  ?) a fost un actor de teatru român, distins cu titlul de artist emerit.

## Distincții
- titlul de Artist Emerit al Republicii Populare Romîne (18 noiembrie 1955) „cu prilejul sărbătoririi centenarului Teatrului Național din Craiova”[1]